# Villa Comitini-Trabia

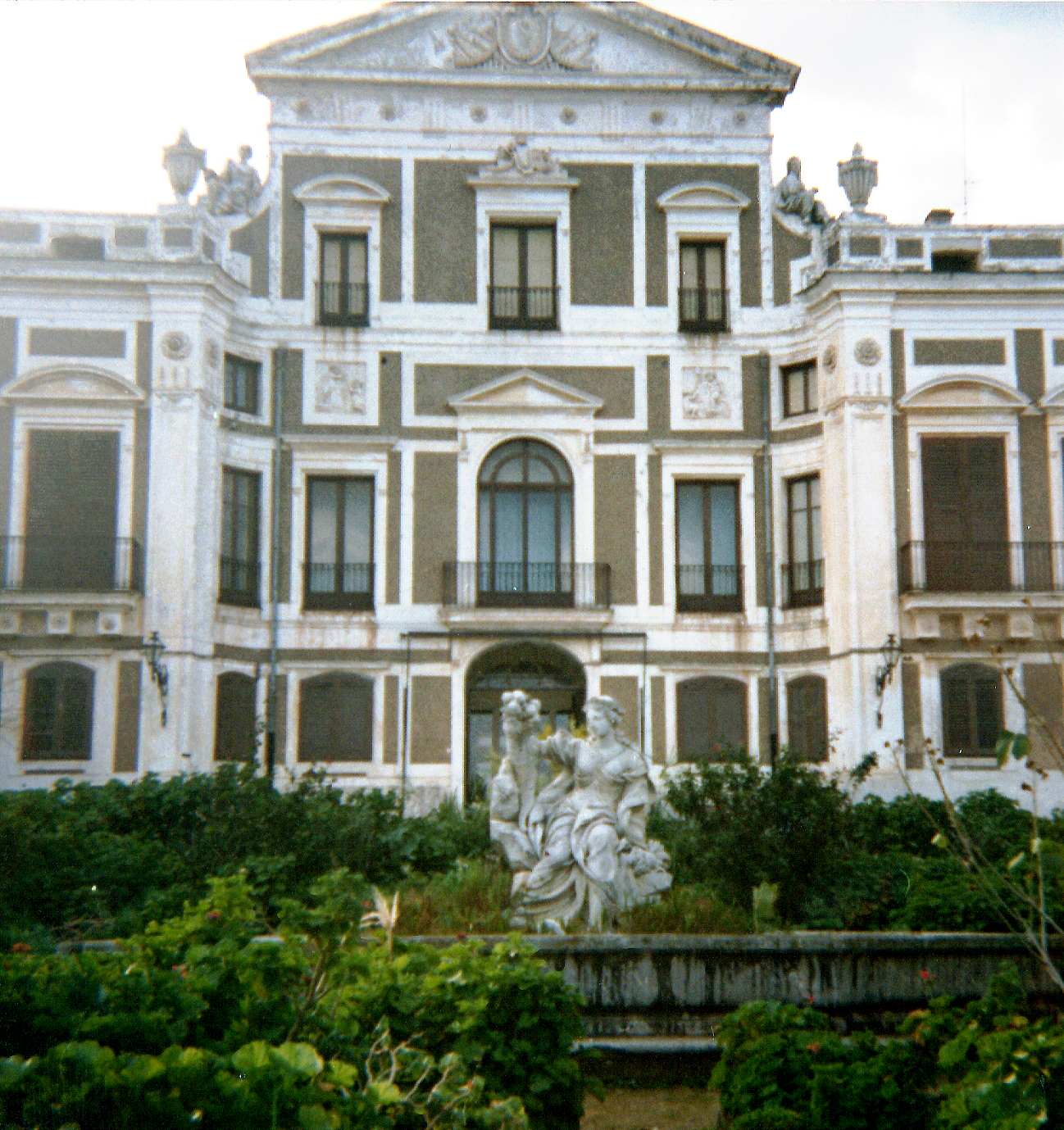
Villa Comitini-Trabia

Die Villa Comitini-Trabia, oder nur Villa Trabia ist ein Palast des Spätbarock in Bagheria auf Sizilien.
Die Villa ist einer der größten Paläste in Bagheria. Sie wurde im Auftrag von Michele Gravina, Principe di Comitini, nach einem Entwurf und unter der Bauleitung von Nicolò Palma ab 1759 im spätbarocken Stil errichtet. Nachdem der Principe Pietro Lanza di Trabia die Villa erworben hatte, wurde sie 1890 im neoklassizistischen Stil vom Architekten Teodoro Giganti aus Trapani umgebaut. Gegenwärtig gehört die Villa der Familie Moncada.
Heute vermittelt der Bau mit seinem zurückspringenden Eingangsbereich, den Lisenen sowie den schlichten Segment- und Dreiecksgiebeln, die sich gegen das dunkle Mauerwerk abheben, einen typischen neoklassizistischen Eindruck.
Lediglich zwei allegorische Skulpturen und die steinernen Vasen auf dem oberen Gesims verweisen noch auf den ursprünglich barocken Bau.
Vor dem Hauptportal befindet sich eine marmorne Brunnenfigur, die Ignazio Marabitti schuf.
Die Stuckdekoration und die Fresken in den Festsälen schuf Elia Interguglielmi zwischen 1796 und 1797.